# Justin Toshiki Kinjō
Justin Toshiki Kinjō (jap. 金城 ジャスティン 俊樹, Kinjō Jasutin Toshiki; * 22. Februar 1997 in der Präfektur Okinawa) ist ein japanisch-US-amerikanischer Fußballspieler.

## Karriere
Kinjō  wechselte im Januar 2015 von der JFA Academy Fukushima in das Nachwuchsleistungszentrum des TSV 1860 München. Dort spielte er elfmal in der A-Junioren-Bundesliga Süd/Südwest und siebenmal für die U21 der Münchener Löwen in der Regionalliga Bayern. Im Januar 2016 verpflichtete der Zweitligist Fortuna Düsseldorf das Nachwuchstalent. Am 16. Oktober 2016 debütierte Kinjō in der 2. Bundesliga, als er in der Nachspielzeit der Begegnung bei seinem ehemaligen Verein 1860 München eingewechselt wurde. Sein Vertrag bei Fortuna Düsseldorf hatte eine Laufzeit bis zum 30. Juni 2018. Anschließend wechselte er zurück nach Japan in die J3 League zu Thespakusatsu Gunma, wo ihm in der Saison 2019 der Aufstieg in die J2 League gelang. Im April 2022 folgte dann nach dreimonatiger Vereinslosigkeit sein Wechsel zum Fünftligisten Vonds Ichihara. Für den Verein aus Ichihara bestritt er zehn Ligaspiele. Zu Beginn der Saison 2023 unterschrieb er einen Vertrag beim Drittligisten SC Sagamihara.

## Sonstiges
Sein älterer Bruder Christopher Tatsuki Kinjō (* 1993) war ebenfalls Fußballprofi und spielte u. a. 2011/12 in der Jugend von Fortuna Düsseldorf.